# Upplands runinskrifter 497
Upplands runinskrifter 497 är en vikingatida runristning på en berghäll i Tibble, Husby-Långhundra socken och Knivsta kommun. Ristningen är 2,2 gånger 1,35 meter. Runhöjden är 6-8 centimeter. På U 496, som också låtit göras av Ragnfast och omnämner Ingefast, nämns "märken" i plural. Med detta avses den ristningen och U 497. Ristningarna är utförda av samme ristare vid samma tid. Det har tidigare också funnits en bro, som nämns på U 497, vid de två ristningarna.

## Inskriften
Translitterering av runraden:
ranfast[r] · lit · agua · eli · auk · kera · bru · eftiʀ inkifast · faþur · sin × auk ik[i]friþi · muþur sina
Normalisering till runsvenska:
ʀagnfastr let haggva hælli ok gærva bro æftiʀ Ingifast, faður sinn, ok Ingifriði, moður sina.
Översättning till nusvenska:
Ragnfast lät hugga hällen och göra bron efter Ingefast, sin fader, och Ingefrid, sin moder.